# 堂邑郡 (东晋)
堂邑郡，中国东晋、刘宋时设置的郡。
东晋咸康四年（338年）侨置堂邑郡。原江北堂邑郡改为秦郡。侨置堂邑郡无实土，寄治建康（今江苏省南京市）。刘裕镇守京口（今江苏省镇江市），以弟弟刘道邻为堂邑太守、龙骧将军，镇守石头城。宋文帝元嘉十一年（434年）废堂邑郡。